# Ansar al-Tauhid
Ansar al-Tauhid (en árabe: أنصار التوحيد‎, romanizado: al-tawḥīd, lit. 'Partidarios del Tauhid (monoteísmo)') es un grupo insurgente armado afiliado a al-Qaeda y que lucha en la Guerra Civil Siria. El grupo está formado por exmiembros de Jund al-Aqsa. Fue aliado de Al-Qaeda y parte de la Sala de Operaciones Despertar de los Creyentes dirigida por Hurras al-Din hasta mayo de 2020, cuando anunció su salida de la coalición.

## Antecedentes
Ansar al-Tawhid fue establecido en marzo de 2018 por Abu Diyab al-Sarmini. El grupo tiene su sede en Sarmin y Nayrab en el este de Idlib, que tienen una fuerte presencia de ISIS en Idlib, pero también participa activamente en partes de la gobernación de Latakia controladas por la oposición.
Entre Ansar al-Tawhid hay miembros del grupo que simpatizan y apoyan a ISIS, así como miembros de Ansar al-Tawhid que, según informes, están vinculados al propio ISIL, así como miembros del grupo que están más cerca de HTS y están vinculados con él y apoyarlos, también hay miembros del grupo que continúan manteniendo una posición neutral, muy similar a la postura original de Jund al-Aqsa en la disputa entre ISIL y otros grupos de oposición y yihadistas como HTS. El grupo también incluye a combatientes que anteriormente formaban parte del Partido Islámico del Turquestán en Siria, que a su vez incluía a excombatientes de Jund al-Aqsa que eligieron quedarse en Idlib en 2017 en lugar de irse a la capital de ISIL en al-Raqqa, y combatientes que se negaron a unirse a Hayat. Tahrir al-Sham por razones ideológicas. Algunos también creen que Ansar al-Tawhid es un grupo receptáculo para los excombatientes del EIIL.
El grupo también ha iniciado campañas de reclutamiento en partes del campo del sur de Idlib y en Maarrat al-Nu'man. Según los informes, el grupo también está bien armado con morteros, cañones antiaéreos y vehículos blindados. Según los informes, el grupo en sí tiene 1.000 combatientes, y fuentes vinculadas con HTS afirman que la mayoría de ellos no son sirios nativos.
Después de su formación, el grupo se coordinó con Hayat Tahrir al-Sham para atacar un enclave del gobierno sirio en dos aldeas predominantemente chiitas fuera de los límites de la ciudad de Idlib.
El grupo estableció la Alianza para Apoyar el Islam con la Organización Guardianes de la Religión con los objetivos declarados de establecer la ley Sharia y luchar contra los agresores. Aunque el grupo trabaja en estrecha colaboración con la Organización Guardianes de la Religión y se cree que tiene vínculos con al-Qaeda, Ansar al-Tawhid no se considera parte de al-Qaeda ni mantiene lealtad a al-Qaeda y al-Qaeda. Qaeda no ha reconocido al grupo como parte de su red global.

## Estructura

### Liderazgo
El líder del grupo, Abu Diyab Sarmini, originario de la ciudad de Sarmin, Sarmini, fue el exlíder de Jund al-Aqsa (que prometió lealtad a Jabhat Fateh al-Sham para protegerse de Ahrar al-Sham en medio de los combates entre Jund al-Aqsa y Ahrar al-Sham en 2016).
Sarimini comenzó a reclutar a exmiembros de Jund al-Aqsa que se habían unido a Hayat Tahrir al-Sham y al Partido Islámico de Turkistán en Siria después de que HTS disolviera Jund al-Aqsa, así como a exmiembros de Jund al-Aqsa que eran buscados por HTS. Sarmini reclutó específicamente a combatientes que habían permanecido neutrales durante los combates entre Ahrar al-Sham, HTS y Jund al-Aqsa para formar Ansar al-Tawhid.
Antes de la formación de Ansar al-Tawhid, se llevaron a cabo reuniones entre Sarmini y el líder de Hayat Tahrir al-Sham, Abu Mohammad al-Julani, para convencer al HTS de que liberara a 5 exmiembros de Jund al-Aqsa, que eran comandantes, encarcelados por HTS. Con el fin de reclutar a exmiembros de Jund al-Aqsa, así como a nuevos forasteros, el grupo ha anunciado que es similar al Jund al-Aqsa original en lo que respecta a creencias e ideología.

### Medios de comunicación
El grupo produce videos que muestran sus operaciones militares y ataques, así como campos de entrenamiento, los videos usan nasheeds producidos por ISIL y al-Qaeda y contienen montajes de video y se enfocan en la visión del grupo sobre el conflicto en Siria.

## Historia
El 26 de abril de 2018, Ansar al-Tawhid llevó a cabo un ataque conjunto con Jaysh al-Izza y la Organización Guardianes de la Religión, que es otro grupo alineado con al-Qaeda que se separó de Hayat Tahrir al-Sham y está dirigido por al-Nusra Sami al-Oraydi, exjefe de la Sharia, atacó al ejército sirio y a los grupos paramilitares aliados, durante los combates se informó de bajas en ambos bandos, así como de intercambios de fuego de artillería. Durante el ataque, los grupos rebeldes avanzaron hacia el territorio que ocupaba el gobierno y ocuparon posiciones temporalmente antes de ser expulsados posteriormente.
En mayo de 2018, HTS allanó la sede de Ansar al-Tawhid en Sarmin y arrestó a tres miembros del grupo por tener vínculos con el EIIL.
El 5 de diciembre de 2018, Ansar al-Tawhid y Hayat Tahrir al-Sham repelieron conjuntamente un intento de infiltración del gobierno sirio en Tell Touqan.
El 3 de febrero de 2019, dos de los comandantes de Ansar al-Tawhid fueron asesinados cerca del enclave de Fuah controlado por el gobierno; uno de los comandantes era turco.
En marzo de 2019, el grupo atacó dos importantes puestos de control del ejército sirio en el norte de Hama, alegando haber matado a 40 soldados sirios, sin embargo, solo se confirmó la muerte de 16. Durante el ataque, el ejército sirio reconoció que un número indeterminado de soldados había sido asesinado por combatientes de Ansar al-Tawhid y culpó al mal tiempo de facilitar el ataque para el grupo. En respuesta al ataque, el ejército sirio exhibió cadáveres de combatientes que, según informes, formaban parte de Ansar al-Tawhid que habían muerto durante los ataques a los puestos de control. Después del ataque, según una fuente progubernamental, el ejército sirio afirmó haber matado al líder adjunto del grupo, un combatiente checheno llamado Khamza Shishani.
En abril de 2019, el grupo se atribuyó la responsabilidad de un ataque de Inghimasi contra las fuerzas pro-Assad en el norte de Hama y publicó fotografías que mostraban a combatientes que portaban rifles Kalashnikov montados con visores nocturnos y cinturones explosivos.
El 2 de agosto de 2019, Ansar al-Tawhid se coordinó con el Partido Islámico de Turkestán para disparar un cohete IRAM con cuatro cohetes de 122 mm adheridos a las fuerzas gubernamentales.
El 17 de agosto de 2019, después de un contraataque rebelde para recuperar la ciudad recientemente perdida de Sukayk de las fuerzas progubernamentales, el grupo anunció que había retomado posiciones fuera de la ciudad junto con otros grupos rebeldes, después de luchar contra Hezbollah.
El 31 de agosto de 2019, la coalición CJTF-OIR liderada por Estados Unidos llevó a cabo ataques con misiles en Idlib contra una reunión entre Ansar al-Tawhid y la Organización Guardianes de la Religión que supuestamente mató a un total de 40 miembros de ambos grupos. Después del ataque, el ejército ruso condenó el ataque diciendo que el ataque no fue coordinado con Rusia o Turquía y violó los términos de un alto el fuego en Idlib. El ataque dejó 30 muertos, incluidos civiles, entre las víctimas del ataque se encontraba un niño soldado de 12 años y un agricultor civil de 70 años.
Después del ataque de la coalición a Ansar al-Tawhid, HTS arrestó al líder religioso del grupo, Abu Hakim al-Jazrawi, y los analistas han especulado que esto podría ser parte de un intento por parte de HTS de distanciarse de los combatientes extranjeros y, en última instancia, enfrentarse a grupos como Ansar. al-Tawhid.
El 17 de marzo de 2020, Sputnik News informó que una fuente en Idlib afirmó que Ansar al-Tawhid, así como la Sala de Operaciones de Despertar a los Creyentes, de la que Ansar al-Tawhid forma parte, junto con Hayat Tahrir al-Sham y el Partido Islámico de Turkistán en Siria rechazan un acuerdo de alto el fuego ruso-turco en Idlib después de meses de enfrentamientos entre noviembre de 2019 y marzo de 2020, con el acuerdo que implicaba patrullas militares conjuntas ruso-turcas, y que Ansar al-Tawhid junto con los otros grupos también se estaban preparando para atacar al personal militar ruso en Idlib y las patrullas.
El 3 de mayo de 2020, Ansar al-Tawhid emitió una declaración en la que afirmaba no estar afiliado a ningún otro grupo y no ser leal a ningún otro grupo, ni en secreto ni en público, y también negó ser parte de ninguna alianza o sala de operaciones, aunque también reconociendo haber sido previamente parte de tales entidades, y también afirmó que continuarían cooperando con facciones anónimas cuando fuera necesario. También puso fin a su alianza con la Organización Guardianes de la Religión después de que Ansar al-Tawhid la acusara de romper los términos de su alianza.